# Герасимова, Фаина Михайловна
 Фаина Михайловна Герасимова родилась в 1940 году в —  Министерства бытового обслуживания населения РСФСР, полный кавалер ордена Трудовой Славы (1991).

## Биография
Родилась в 1940 году в городе Ярославль в семье рабочих. Русская. Окончила 7 классов.
Учебу продолжила в профтехшколе в селе Великое (Гаврилов-Ямский район), где учились дети погибших в войну. Им полагались бесплатное общежитие, питание, государство обеспечивало их обувью и одеждой. Через три года окончила учёбу с присвоением высшего, шестого разряда. Получила направление на работу в швейную мастерскую посёлка Борисоглебский той же области. Отработав два года, уже зрелым мастером вернулась в родной Ярославль.
Здесь пришла в швейную мастерскую только что созданной из нескольких артелей фабрики «Восход» Позднее перешла в центральное ателье № 1, возглавила комсомольско-молодёжную бригаду.
В 1972 году, когда в Ярославле был построен Дом моды, ставший головным предприятием объединения «Волга», в состав которого к тому времени влилась фабрика «Восход». Лучшая бригада объединения была переведена в новый Дом моды.
Слава о молодёжной бригаде, которую возглавляла Ф. М. Герасимова, уже гремела не только в областном центре. Чтобы оформить заказ на пошив какой-то вещи именно этой бригадой, люди специально приезжали в Ярославль из разных районных центров области. За бригадой были закреплены наиболее способные и сильные закройщицы, общими усилиями они шли к высоким результатам.
В дальнейшем Герасимова дважды оставляла образцовый коллектив и переходила в отстающие бригады. Первый раз — по собственной инициативе, второй — по просьбе дирекции Дома моды. И оба раза отстающая бригада очень скоро становилась передовой.
Указами Президиума Верховного Совета СССР от 21 апреля 1975 года и 13 апреля 1981 года награждена орденами Трудовой Славы 3-й и 2-й степени соответственно.
Указом Президиума Верховного Совета СССР 11 июля 1985 года за успехи, достигнутые в выполнении плановых заданий и социалистических обязательств, Герасимова Фаина Михайловна награждена орденом Трудовой Славы 1-й степени. Стала полным кавалером ордена Трудовой Славы.
Работала в Доме моды до выхода на пенсию.
Живёт в городе Ярославль.

## Награды
Награждена орденами Трудовой Славы 1-й, 2-й, 3-й степеней:
3 ст. 21.04.1975 № 67226
2 ст. 13.04.1981 № 10743
1 ст. 11.07.1985 № 145
- медалями[1].